# Shanghai Space
|  | Denne artikel er oprettet af botten PalnaBot ud fra en ekstern database. Den kan derfor have sproglige fejl eller mangler. Denne skabelon kan fjernes efter kontrol af indholdet. |

Shanghai Space er en film instrueret af Nanna Frank Møller.

## Handling
Shanghai er i konstant forandring. Hver anden dag står en ny bygning færdig, og hvert år vokser byens befolkning med en halv million indbyggere. Filmen følger en passioneret amatørfotograf, der i mange år har dokumenteret byens udvikling og nu må flytte fra sin lejlighed for at give plads til en ny vejtunnel. I et kontor på 20. etage fantaserer en ældre byplanlægger om at skaffe mere plads ved at udvikle underjordiske bymiljøer. Nanna Frank Møllers poetiske dokumentarfilm handler ikke mindst om, hvad en storbys vildtvoksende udvikling betyder for byens forhold til sin egen historie. Serien »Cities on Speed« består af fire danske dokumentarfilm, som sætter fokus på det 21. århundredes megabyer. Filmene tegner et fascinerende og tankevækkende portræt af fremtidens byer, hvor udviklingen for længst har overhalet planlægningen.